# Dolînska
Dolînska (în ucraineană Долинська) este orașul raional de reședință al raionului Dolînska din regiunea Kirovohrad, Ucraina. În afara localității principale, mai cuprinde și satul Bilșovîk.

## Demografie
Componența lingvistică a orașului Dolînska
     Ucraineană (93,1%)
     Rusă (5,87%)
     Alte limbi (0,56%)
Conform recensământului din 2001, majoritatea populației orașului Dolînska era vorbitoare de ucraineană (93,1%), existând în minoritate și vorbitori de rusă (5,87%).